# Jan Málek
Jan Málek (født 18. Maj 1938 i Prag, Tjekkiet) er en tjekkisk komponist og radioleder.
Málek studerede komposition på Musikkonservatoriet i Prag (1956-1961) hos Miloslav Kabeláč. Han har skrevet 3 symfonier, orkesterværker, kammermusik, elektronisk musik, koncerter, korværker, vokalværker etc.
Málek har været musikalsk leder af Tjekkisk Radio (1963) først i Plzeň, dernæst i Prag.

## Udvalgte værker
- Symfoni Nr. 1 "Symfoni på en sang" (1981) - for violin, syv kvindekor og orkester
- Symfoni nr. 2 (1987) - for orkester
- Symfoni nr. 3 "Symfoni III, som B" (2002) - for orkester
- "Terrier suite" (2000) - for orkester